# Tichy (Algeria)
Tichy è un comune dell'Algeria, situato nella provincia di Béjaïa.